# アイザック・ルーズベルト
アイザック・ルーズベルト（Isaac Roosevelt、1726年12月19日 - 1794年10月）は、アメリカ独立戦争期の商人、連邦党の政治家。ニューヨーク州議会と州憲法制定会議で議員を務めた。元大統領フランクリン・ルーズベルトの高祖父にあたる。
ニューヨークに生まれ、ニューヨークのオランダ改革派教会で洗礼を受けた。ルーズベルト家の一員で、父はヤコブス・ルーズベルト、祖父は ニコラス・ルーズベルト。ニューヨーク市で最初の大規模な砂糖精製業者の一人で、市内に最初の砂糖精製所を建設し、ウォール街に店を持っていた（後に聖ジョージ広場へ移動）。
"Isaac Roosevelt is removed from his house in Wall Street to the house of his late brother, Jacobus Roosevelt, Jr., deceased, near the Sugar house, and opposite to Mr. William Waltons, being on the northwest side of Queen Street, where his customers may be supplied as usual with double, middling and single refined loaf sugars, clarified, muscovado and other molasses, & etc." - 1772年4月25日
地域社会に積極的に参加し、1768年に組織されたニューヨーク市商工会の最初のメンバーの一人であり、また、1770年のニューヨークで最初の公立病院の元の発起人の一人であった。1784年のバンク・オブ・ニューヨーク共同設立者であり、1786年から1791年に第2代社長を務めた。
著名なパトリオットであり、1775年4月22日にニューヨーク州議会に選出された。1775年5月、州政府の実権を握ったCommittee of Sixtyのメンバーであった。イギリスに全く忠誠心はなかったが、当初は中立で、衝突回避を望んでいた。しかし、イギリス軍がニューヨークを占領すると脱出し、ダッチェス郡民兵の第6連隊に提供されていたダッチェス郡の妻の家に身を寄せた。戦後、ニューヨーク市からの10の代表（他にジョン・ジェイ、アレクサンダー・ハミルトン、ロバート・リビングストン）の一人として、1788年6月18日にポキプシーでのニューヨーク州会議に出席し、アメリカ合衆国憲法の批准について審議した。1777から1786年、1789年から1792年にかけて、ニューヨーク州上院議員（南区選出）を務めた。
1752年9月22日に著名なダッチェス郡地主の娘コーネリア・ホフマンと結婚した。フランクリン・ルーズベルトの曽祖父ジェームズ・ルーズベルトなど10人の子供がいた。1794年10月に死亡した。